# Carola Moosbach
Carola Moosbach (* 1957) in Detmold geboren und aufgewachsen, ist eine deutsche Schriftstellerin und Juristin. Sie lebt seit 1978 in Köln.

## Werke
- Gottflamme Du Schöne (1997)
- Lobet die Eine (2000)
- Himmelsspuren (2001)
- Bereitet die Wege: Poetische Kommentare zu Bachs geistlichen Kantaten (2012)
- Johann Sebastian Bachs Töchter Historischer Roman (2020)
- Ins leuchtende Du. Aufstandsgebete und Gottespoesie (2021)
- Fürstin Pauline. Roman (2024)

## Auszeichnungen
- 2000 – Gottespoetinnenpreis